# Chorebus risilis
Chorebus risilis är en stekelart som först beskrevs av Nixon 1949.  Chorebus risilis ingår i släktet Chorebus och familjen bracksteklar. Inga underarter finns listade i Catalogue of Life.